# Флетчер, Джоэл
Джоэл Флетчер (англ. Joel Fletcher; род. 30 января 1992, Мельбурн, Австралия) — австралийский диджей и музыкальный продюсер, получил известность благодаря своему ремиксу 2013 года на сингл новозеландского рэпера Savage «Swing», оригинал сингла вышел в 2005 году, ремикс занял чарты Австралии и Новой Зеландии. В 2014 году принимал участие в концертном туре диджея Avicii в Мельбурне и Брисбене. В 2015 году получил музыкальную премию «APRA Music Awards of 2015» за ремикс «Swing (Joel Fletcher Remix)», в соавторстве с Savage, Натаном Холмсом и Аароном Нгавиком.

## Дискография

### Синглы
| Название                                                           | Год  | Позиции в черте | Сертификаты         |
| Название                                                           | Год  | AUS             | Сертификаты         |
| ------------------------------------------------------------------ | ---- | --------------- | ------------------- |
| «Earthquake 8,8» (совместно с Juan Kue)                            | 2010 | —               |                     |
| «Two Faced» (совместно с Lorenzo D'Ianni)                          | 2010 | —               |                     |
| «Natures Own»                                                      | 2010 | —               |                     |
| «Queef» (совместно с Deorro)                                       | 2012 | —               |                     |
| «Sweet & Sour»                                                     | 2012 | —               |                     |
| «Afterdark»                                                        | 2013 | —               |                     |
| «Bring It Back» Read in another language (совместно с Will Sparks) | 2013 | 33              | - ARIA: Platinum    |
| «Jetfuel» (совместно с Uberjak'd при участии Cris Gamble)          | 2013 | —               |                     |
| «Swing» (совместно с Savage)                                       | 2013 | 2               | - ARIA: 4× Platinum |
| «Loco» (при участии Seany B)                                       | 2014 | 13              | - ARIA: Gold        |
| «Back 2 Front» (совместно с Reece Low)                             | 2014 | —               |                     |
| «Bounce Baby»                                                      | 2014 | —               |                     |
| «State of Emergency»                                               | 2015 | —               |                     |
| «Bad Bitches» (совместно с Henry Fong при участии Savage)          | 2015 | —               |                     |
| «Drop It Low» (совместно с Orkestrated)                            | 2016 | —               |                     |
| «Mufasa» (совместно с Miracle)                                     | 2016 | —               |                     |
| «Acid Rain» (совместно с Will Sparks)                              | 2016 | —               |                     |
| «Obsessed» (при участии Bianca)                                    | 2016 | —               |                     |
| «Smooth Operator» (совместно с Tyron Hapi при участии Bianca)      | 2017 | —               |                     |
| «Embers» (при участии Bianca)                                      | 2017 | —               |                     |
| «Kooka» (совместно с Will Sparks)                                  | 2017 | —               |                     |
| «Where's the Love»                                                 | 2018 | —               |                     |
| «Broken» (совместно с Tom Clayton при участии Bianca)              | 2018 | —               |                     |
| «Lay Me Down»                                                      | 2018 | —               |                     |
| «Turn Up» (совместно с Reece Low при участии Savage)               | 2018 | —               |                     |
| «Lose Your Mind» (совместно с Reece Low при участии Savage)        | 2018 | —               |                     |
| «Wired» (совместно с Uberjak'd)                                    | 2018 | —               |                     |